# Serra d'en Mena
La Serra d'en Mena o serra de Sistrells és un seguit de turons en el límit de Badalona amb Santa Coloma de Gramenet. Els turons d'aquesta serra són, de llevant a ponent:
- Turó d'en Carig (74 m), l'únic no urbanitzat i el de més renom
- Puigfred (81 m), el més alt de tots, que dona nom al barri de Puigfred, situat a la falda nord del turó
- Turó de Llefià (79 m), a la cruïlla dels carrers d'Urà i de la Democràcia
- Turó de la Plaça de la Pipa (64 m)
- Turó del Sanatori (64 m), extrem de la serra i mirador natural al Pla de Barcelona

La serra està pràcticament coberta d'edificacions. A Badalona s'hi enfilen els barris de Sant Antoni i Sant Joan de Llefià, la Pau i la Salut i a Santa Coloma de Gramenet els barris de Santa Rosa, Raval, El Fondo i Safaretjos. En conjunt aquests barris estan habitats per uns 88.000 veïns.